# 北島卓美
北島 卓美（きたじま たくみ、1891年（明治24年）10月26日 - 1942年（昭和17年）9月29日）は、大日本帝国陸軍軍人。最終階級は陸軍中将。

## 経歴
1891年（明治24年）に佐賀県で生まれた。陸軍士官学校第25期、陸軍大学校第37期卒業。1931年（昭和6年）8月に陸軍大学校教官に就任し、1935年（昭和10年）3月に近衛師団参謀を経て、1937年（昭和12年）8月2日に陸軍歩兵大佐進級と同時に陸軍士官学校生徒隊長に就任した。1938年（昭和13年）7月に歩兵第46連隊長に転じた。
1939年（昭和14年）8月1日に陸軍少将進級と同時に留守第20師団司令部附となり、10月1日に第41歩兵団長（第1軍・第41師団）に就任し、日中戦争に出動。臨汾に駐屯し、晋南作戦、郷寧作戦などに参加した。1940年（昭和15年）6月10日に留守第1師団司令部附となり、8月1日に陸軍中野学校長に就任した。1941年（昭和16年）6月28日に東部軍参謀長に就任したが、在任中の1942年（昭和17年）9月29日に死去。10月2日、任陸軍中将。